# Universidade de Dublin

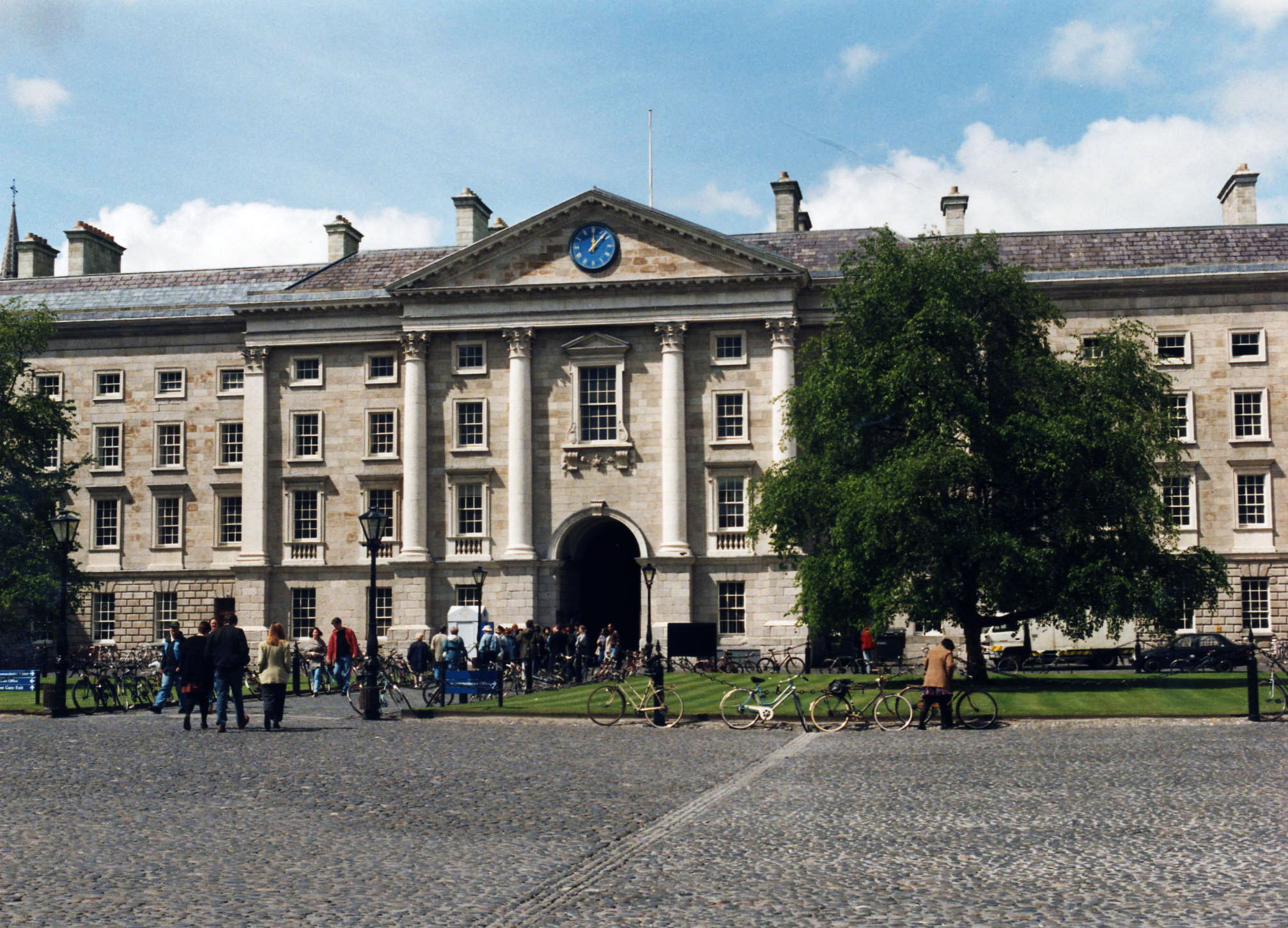
O Trinity College no campus da Universidade de Dublin.

A Universidade de Dublin localiza-se em Dublin, República da Irlanda e foi fundada em 1592 pela rainha Isabel I, sendo a universidade mais antiga da República da Irlanda. Assim como muitas universidades das Ilhas Britânicas possui o sistema universitário de colégios separados mas dependentes - no entanto, por uma peculiaridade, só se criou até hoje um colégio, o Trinity College que se confunde com a Universidade de Dublin.